# Auranus parvus
Auranus parvus is een hooiwagen uit de familie Stygnidae. De wetenschappelijke naam van Auranus parvus gaat terug op Mello-Leitão.